# ديفيد اندروز (لاعب هوكي الجليد)
ديفيد اندروز هو لاعب هوكي الجليد كندي، ولد في 1948.